# Анджело Коломбо
Анджело Коломбо (італ. Angelo Colombo, нар. 24 лютого 1961, Меццаго) — італійський футболіст, що грав на позиції півзахисника. По завершенні ігрової кар'єри — тренер.
Виступав, зокрема, за клуби «Монца» та «Барі», а також олімпійську збірну Італії.
Чемпіон Італії. Володар Суперкубка Італії з футболу. Дворазовий володар Кубка чемпіонів УЄФА. Володар Суперкубка УЄФА. Володар Міжконтинентального кубка.

## Клубна кар'єра
Народився 24 лютого 1961 року в місті Меццаго. Вихованець футбольної школи клубу «Монца». Дорослу футбольну кар'єру розпочав 1979 року в основній команді того ж клубу, в якій провів п'ять сезонів, взявши участь у 108 матчах чемпіонату. Більшість часу, проведеного у складі «Монци», був основним гравцем команди.
Протягом 1984—1985 років захищав кольори команди клубу «Авелліно».
Своєю грою за останню команду привернув увагу представників тренерського штабу клубу «Удінезе», до складу якого приєднався 1985 року. Відіграв за команду з Удіне наступні два сезони своєї ігрової кар'єри. Граючи у складі «Удінезе» також здебільшого виходив на поле в основному складі команди.
1987 року уклав контракт з клубом «Мілан», у складі якого провів наступні три роки своєї кар'єри гравця. Тренерським штабом нового клубу також розглядався як гравець «основи». За цей час виборов титул чемпіона Італії, ставав володарем Суперкубка Італії з футболу, володарем Кубка чемпіонів УЄФА (двічі), володарем Суперкубка УЄФА, володарем Міжконтинентального кубка.
З 1990 року два сезони захищав кольори команди клубу «Барі».
Завершив професійну ігрову кар'єру в австралійському «Марконі Сталліонс», за команду якого виступав протягом 1994—1995 років.

## Виступи за збірну
1988 року захищав кольори олімпійської збірної Італії. У складі цієї команди провів 7 матчів. У складі збірної — учасник футбольного турніру на Олімпійських іграх 1988 року у Сеулі.

## Кар'єра тренера
Розпочав тренерську кар'єру як тренер молодіжної команди клубу «Мілан».
Згодом очолював команду клубу «Монтебеллуна».
Наразі останнім місцем тренерської роботи був клуб «Карпенедоло», головним тренером команди якого Анджело Коломбо був з 2010 по 2011 рік.

## Титули і досягнення
- Чемпіон Італії (1):

«Мілан»: 1987–1988
- Володар Суперкубка Італії з футболу (1):

«Мілан»: 1988
- Володар Кубка чемпіонів УЄФА (2):

«Мілан»: 1988–89, 1989–90
- Володар Суперкубка УЄФА (1):

«Мілан»: 1989
- Володар Міжконтинентального кубка (1):

«Мілан»: 1989